# Lago Elistvere
O Lago Elistvere é um lago na paróquia de Tartu, condado de Tartu, na Estónia.
A área do lago é de 129 ha (320 acres) e a sua profundidade máxima é de 3.5 m (11 ft).